# Luis Walter Alvarez
Luis Walter Alvarez (São Francisco, 13 de junho de 1911 — Berkeley, 1 de setembro de 1988) foi um físico e inventor estadunidense, que passou quase toda a sua longa carreira profissional no corpo docente da Universidade da Califórnia em Berkeley. O American Journal of Physics, comentou: "Luis Alvarez (1911-1988) foi um dos físicos experimentais mais brilhantes e produtivos do século XX". Ele foi agraciado com o Prêmio Nobel de Física em 1968, e tirou mais de 40 patentes, algumas das quais conduziram a produtos comerciais.

## Vida e obra
Alvarez é descendente de espanhóis por parte de seu avô paterno. Alvarez era filho de Walter C. Alvarez, um médico que por um tempo foi um pesquisador da Mayo Clinic, e de Harriet Smythe, e um neto de Luis F. Alvarez, um médico do Havaí que encontrou um método melhor para diagnosticar lepra macular. Sua tia, Mabel Alvarez, era um artista da Califórnia especializada em pintura a óleo. Alvarez casou-se com Geraldine Smithwick em 1936 e tiveram dois filhos, Walter e Jean. Em 28 de dezembro de 1958, ele se casou com Janet L. Landis e teve mais dois filhos, Donald e Helen.

### Início de carreira

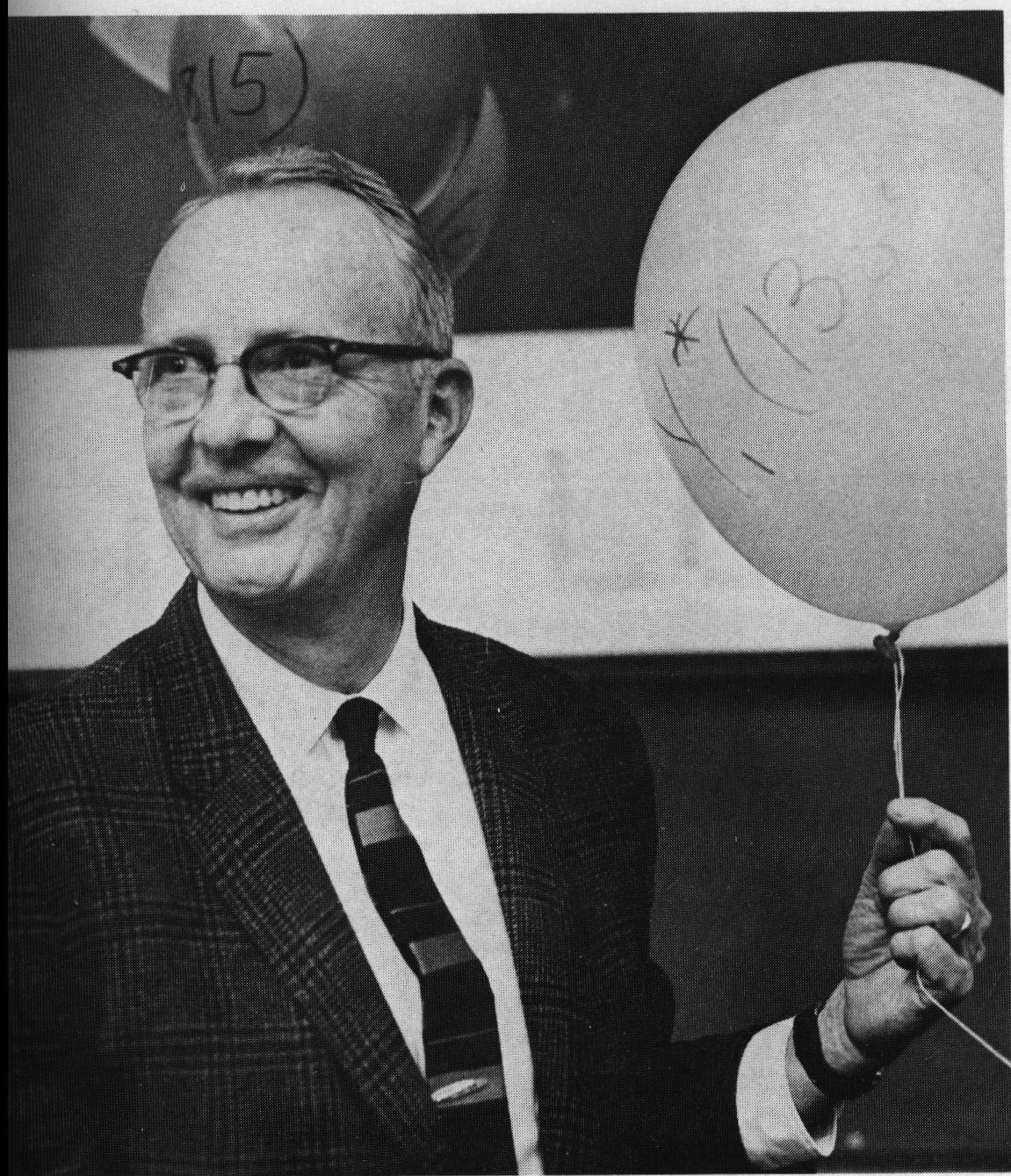
Luis Walter Alvarez

Alvarez estudou na Universidade de Chicago onde recebeu o grau de bacharel em 1932, o de mestre em 1934 e doutorado (PhD) em 1936.
Alvarez recebeu o Nobel de Física em 1968, pela "descoberta de um grande número de estados de ressonância, que foi possível pelo desenvolvimento de técnica de uso da câmera de bolhas de hidrogênio e análise de dados". Especificamente, sua pesquisa tornou possível detectar e estudar as partículas criadas em aceleradores de partículas, o que permitiu que sua equipe descobrisse um grande número de estados de ressonância das partículas elementares.
Durante a Segunda Guerra Mundial participou do Projeto Manhattan, onde junto com seu estudante Lawrence Johnston projetou os detonadores usados nas bombas atômicas de Trinity e Nagasaki. Trabalhou também no desenvolvimento do radar e projetou um sistema pelo qual aviões podem aterrissar com segurança em condições de baixa visibilidade. Voou como observador científico durante o bombardeio de Hiroshima. Após a guerra participou da invenção do síncrotron.
Em 1980, junto com seu filho Walter Alvarez, um geólogo, propôs a teoria de que um impacto de asteroide explicaria a anomalia de irídio no período geológico conhecido como Extinção K-T. Dez anos depois, a descoberta da cratera de Chicxulub, uma grande cratera de impacto no México, deu força à teoria de que esse impacto estaria relacionado com a extinção dos dinossauros.

## Patentes
- Dispositivo de treinamento de golfe[3]
- Reator Eletronuclear[4]
- Telêmetro óptico com prisma exponencial de ângulo variável[5]
- Lente esférica de potência variável de dois elementos[6]
- Lente e sistema de potência variável[7]
- Detector de partículas subatômicas com meio líquido de multiplicação de elétrons[8]
- Método de fabricação de matriz de elementos ópticos Fresnelled[9]
- Elemento óptico de espessura reduzida[10]
- Método de formação de um elemento óptico de espessura reduzida[11]
- Artigos marcados com deutério, como explosivos e método para detecção dos mesmos[12]
- Binóculo de zoom estabilizado[13]
- Sistema autônomo de prevenção de colisões[14]
- Espectador de televisão[15]
- Binóculo de zoom estabilizado[16]
- Sistema de lente de câmera estabilizada opticamente[17]
- Detecção de nitrogênio[18]
- Estabilizador óptico de pêndulo inercial[19]